# 指図
| ウィキペディアには「指図」という見出しの百科事典記事はありません（タイトルに「指図」を含むページの一覧/「指図」で始まるページの一覧）。 代わりにウィクショナリーのページ「指図」が役に立つかもしれません。 |